# Segunda crisis del estrecho de Taiwán
La segunda crisis del estrecho de Taiwán se refiere al conflicto bélico ocurrido entre agosto y septiembre de 1958 que enfrentó a las fuerzas de la República Popular China y a las fuerzas de la República de China.
Finalmente, tras tres semanas de enfrentamientos cesó el fuego y la RPC se retiró al igual que hizo en el conflicto del 54-55.

## El Conflicto
El conflicto comenzó a las 5:30 p. m. con el bombardeo de la artillería 823 (chino simplificado: 八 二三 炮战, chino tradicional: 八 二三 炮战, pinyin: Bā'èrsān Pàozhàn) el 23 de agosto de 1958, cuando el Ejército Popular de Liberación (EPL) inició un intenso bombardeo de artillería contra las islas Quemoy. Las tropas de la República de China en Quemoy se atrincheraron y luego devolvieron el fuego. En el intenso tiroteo, aproximadamente 2500 soldados de la Rep. de China y 200 soldados de la R.P. de China murieron.
Este conflicto fue una continuación de la Primera Crisis del Estrecho de Taiwán, que había comenzado inmediatamente después de la guerra de Corea. Los nacionalistas chinos habían comenzado a construir fuertes defensivos en la isla de Quemoy y el cercano archipiélago de Matsu. En 1954, el EPL comenzaron a disparar artillería tanto Quemoy y algunas de las islas de Matsu cercanas.

### Detalles
Kinmen, conocida también como Quemoy, es una de las islas cercanas a la costa de la provincia de Fukien y que están bajo la soberanía de Taiwán. Dominando el Estrecho de Taiwán Kinmen y Matsu son estratégicamente importantes para la defensa de Taiwán y las islas Pescadores (Penghu). Kinmen comprende 12 islotes (161.40 kilómetros cuadrados) y la distancia más corta entre Kinmen y el continente es sólo de dos kilómetros. La isla de Quemoy está en la boca de la bahía de Amoy con el continente a solamente 18 millas náutica de distancia. Kinmen significa literalmente puerta dorada. El 24 de octubre de 1949 los comunistas enviaron 28.000 soldados para invadir la isla pero fracasaron y sufrieron numerosas pérdidas. Después de sufrir varios fracasos los comunistas pasaron a bombardear la isla desde el continente chino. En 1954, los comunistas dispararon sobre Kinmen 17.243 granadas de artillería. Las conversaciones iniciadas en 1955 se prolongaron durante años, sin progreso alguno. En agosto de 1958, Mao, frustrado, ordenó reiniciar el bombardeo de Quemoy y Matsu.

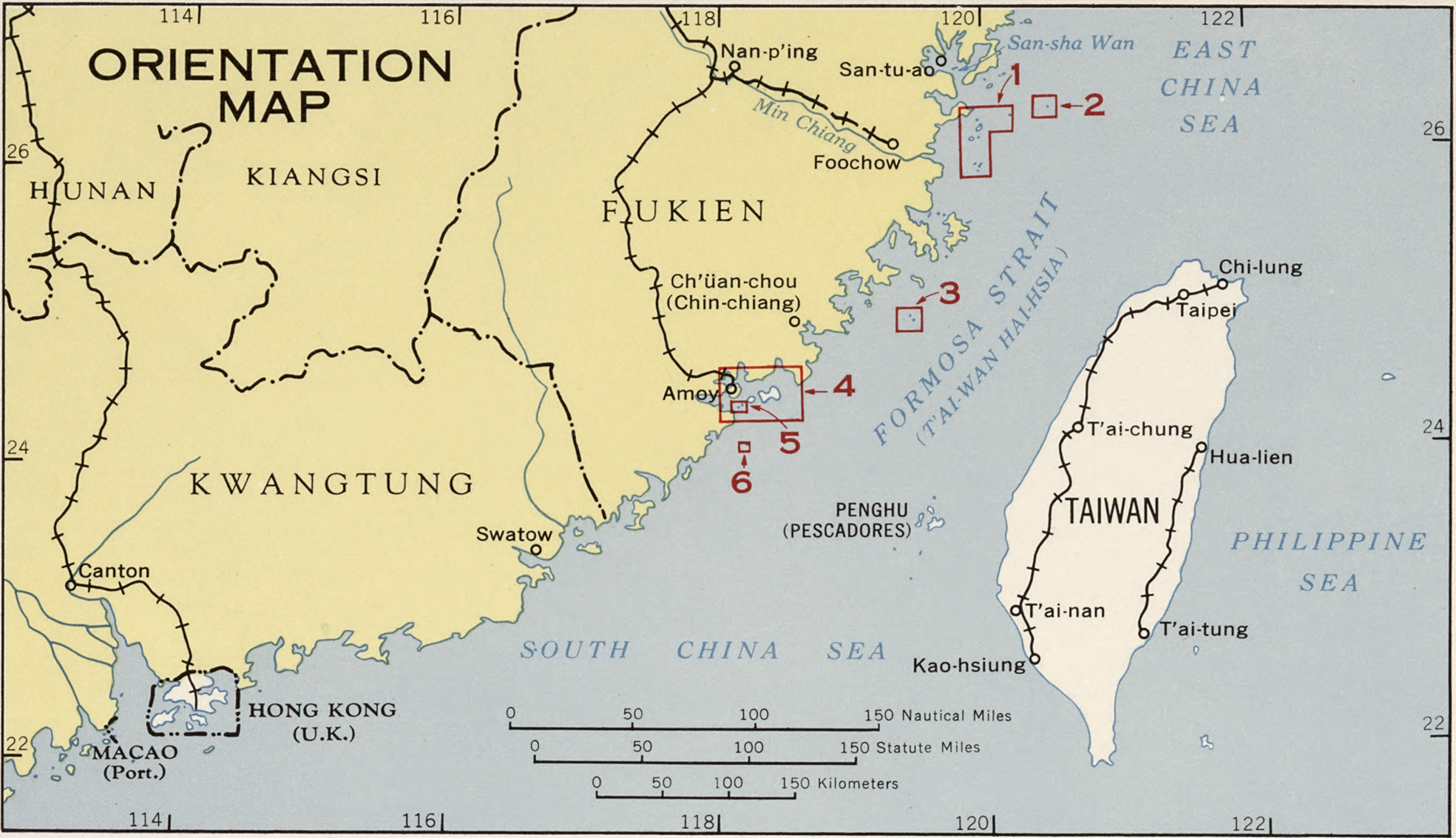
Mapa de la zona de conflicto.

Los servicios de Inteligencia de Taiwán detectaron masivos movimientos militares y el reforzamiento militar en el continente. El 17 de julio de 1958 el Ministerio de Defensa Nacional de la República de China ordenó la cancelación de permisos para todo el personal militar y puso a las fuerzas armadas en estado de alerta máxima. En Kinmen se hicieron intensos preparativos de guerra.
Las fuerzas militares comunistas se habían movilizado y transferido tropas al área costera de la provincia de Fukien. A lo largo de la línea férrea de Yinghsia, como de las carreteras costeras, se observaba un intenso tráfico militar. Se calculó que más de 189.000 efectivos, respaldadas por 370 piezas de artillería estaban basadas frente a Kinmen. Al menos 267 aviones de combate fueron detectados en las bases aéreas de la zona. Se estimó que los comunistas habían desplegado 1842 aviones, incluido 1335 reactores. Los vuelos de entrenamiento y de reconocimiento de los MiG-15 y MiG-17 se intensificaron. Los comunistas organizaron dos flotas navales que trasladaron cerca de Fukien. Al menos 17 buques de guerra y 21 torpederas se basaron en los puertos de Fukien.
El 29 de julio se estacionaron bombarderos en el área de Shanghái. Ese día cuatro F-84 Thunderjets fueron atacados durante una misión de patrulla sobre el estrecho por cuatro MiG-17.
El 3 de agosto Nikita Krushchev y Mao Tse-tung concluyeron cuatro días de conversaciones secretas en Pekín. Se cree que la acción militar contra Kinmen y Matsu fue el principal tema de este encuentro. Durante esos días se trasladaron piezas de artillería hacia los emplazamientos ya construidos frente a Kinmen. Le siguieron despliegues por aire, mar y tierra, que indicaban que estaba a punto de estallar una crisis.
El 6 de agosto el Ministerio de Defensa de la República de China anunció que las fuerzas armadas habían alcanzado un estado de emergencia de preparación para la guerra ante la súbita intensificación de la tensión.
El 13 de agosto, tuvo lugar una escaramuza de ocho minutos entre cazas de la República de China y aviones de combate MiG comunistas. No se reportó derribo alguno en ninguno de ambos lados. El mismo día se hicieron sonar en Matsu las alarmas de alaque aéreo y al día siguiente, los cazas de la República de China entablaron combate con los MiG-17. La batalla se extendió cuando las unidades navales de la República de China se enfrentaron con siete cañoneras comunistas, de las cuales hundieron tres y dañaron una.
El 18 de agosto se dispararon los primeros proyectiles de artillería sobre Quemoy y los MiG sobrevolaron la isla de forma ostensible. Hasta entonces se habían limitado a vuelos de reconocimiento.
El 20 de agosto Chiang Kai-shek llegó a Kinmen para inspeccionar los preparativos de defensa.
El 23 de agosto los puestos de observación de Quemoy informaron que se había quitado la cubierta de las piezas de la artillería comunista. Por la tarde, a las 6:30 p. m., estalló la tormenta. Durante las primeras dos horas estallaron más de 25.000 obuses de artillería y el bombardeo continuó constantemente durante toda la noche. En el primer día, los comunistas realizaron unos 57.000 disparos de artillería. Seis minutos después del primer disparo por parte de los comunistas la artillería de la República de China contraatacó, iniciándose oficialmente la batalla que más tarde sería conocida en Taiwán como 23 de agosto.
En el primer día las bajas en Kinmen alcanzaron aproximadamente 200, entre ellos tres subcomandantes de la guarnición. El ministro de Defensa, quien también se encontraba en Kinmen, fue levemente herido. El ministro volvió inmediatamente a Taipéi y realizó una rueda de prensa en el aeropuerto, con manchas de sangre sobre todo el rostro. El embajador de EE. UU. quedó plenamente convencido de que la lucha era real y que los comunistas habían empezado su intento invadir la isla y había un riesgo real de que luego lo intentaran con Taiwán y las islas Pescadores. Taiwán permitió a 70 periodistas de los medios de comunicación mundial más importantes cubrir la batalla. El Secretario de Estado Norteamericano emitió una declaración de apoyo a Taiwán.
El 27 de agosto EE. UU. ordenó el traslado desde el Mediterráneo del portaviones USS Essex y su grupo de combate para reforzar la Séptima Flota en la zona y el presidente Eisenhower indicó que EE. UU. no iba a abandonar su compromiso con la República de China. El 29 de agosto se anunció que el portaviones USS Midway se enviaba también para reforzar la Séptima Flota. Además se ordenó el traslado de unidades de Marines y fuerza aérea a Taiwán. El Secretario del Ejército norteamericano llegó a Taiwán el mismo día que los comunistas chinos proclamaban la extensión de sus límites de aguas territoriales a 12 millas. Esto fue considerado una clara provocación a la flota norteamericana que se encontraba en el Estrecho de Taiwán.
La Séptima Flota escoltó el 7 de septiembre a Kinmen a los barcos de transporte de la Armada de la República de China. El general Curtis Le May llegó ese día a Taipéi para reunirse con los líderes chinos y norteamericanos y hablar de la defensa de Taiwán. Al día siguiente se iniciaron al sur de Taiwán los primeros ejercicios conjuntos de desembarco anfibio.
El 10 de septiembre el pesado crucero Los Angeles se unió a la Séptima Flota y en Guam el Comandante en Jefe del Pacífico declaró que la Séptima Flota Norteamericana devolverá el golpe si era atacada.
El 19 de septiembre dos buques LST que se dirigían a Quemoy con suministros fueron atacados por lanchas torpederas. Los aviones de Taiwán las atacaron y reclamaron haber hundido tres.
A pesar de todo durante esos días el bombardeo continuó con una media de 12.000 disparos diarios sobre Quemoy. Además del intercambio de fuego de artillería como los comunistas estaban tratando de cortar la llegada de refuerzos se produjo un constante hostigamiento por mar y aire. Del 14 de agosto al 5 de octubre la Armada china destruyó siete cañoneras y dañó otras frente a la isla de Matsu. Durante el mismo período tuvieron lugar otras cuatro batallas marítimas cerca de Kinmen y fueron hundidas 19 torpederas comunistas. La Armada china sufrió la pérdida de doce marinos y un carguero. Suministrar a Quemoy durante los 44 días de batalla requirió a la Armada y la Fuerza Aérea llevar a Kinmen 350 toneladas diarias de suministros. En un mes, la Fuerza Aérea completó 15 lanzamientos aéreos, lo que supuso aproximadamente 1790 toneladas de material. En igual número de misiones la Armada llevó a la isla 3862 toneladas de provisiones. Para evitar la pérdida de civiles, aproximadamente 6150 habitantes muy jóvenes y viejos fueron evacuados a Taiwán. A pesar de ello 80 civiles perdieron la vida.
Durante los 44 días se dispararon desde el continente cerca de medio millón de proyectiles de artillería pesada. Durante ese período los comunistas hicieron estallar un total de 571.959 granadas explosivas y 3424 obuses de propaganda. La República de China durante esos días destruyó 131 piezas de artillería, 67 posiciones de artillería, 118 puestos de observación, depósitos de municiones y aproximadamente 80 camiones y buques.
Para proteger Kinmen y los islotes la Fuerza Aérea de la República de China realizó 8361 salidas de combate y se enfrentó con los MiG al menos 14 veces, consiguiendo derribos en 11 de los encuentros. Los pilotos de Taiwán derribaron 31 aviones enemigos y causaron daños a otros seis, mientras que solo perdieron dos de sus aviones en combate y otro en un aterrizaje forzoso.
Luego de la expiración del cese de fuego, los comunistas lo extendieron a otras dos semanas. Pero el 25 de octubre los comunistas anunciaron que en los días siguientes continuarían los bombardeos. Estos empezaron y se prolongaron durante los 20 años siguientes, hasta que el 15 de diciembre de 1978 Estados Unidos reconoció a Pekín. Durante ese entonces, en Kinmen estallaron aproximadamente un millón de granadas que mataron a otras 162 personas e hirieron a otras 800. El 17 de junio de 1960, para celebrar la visita a Taiwán del presidente Eisenhower los comunistas hicieron estallar en Kinmen 85.965 granadas. Dos días después cuando abandonó la isla hicieron estallar también otras 88.978 granadas.

### Batalla aérea
La superioridad aérea era fundamental para aquel bando que quisiera tener los grupos islas de Quemoy y Matsu. Desde 1954 Taiwán recibió aviones y entrenamiento, lo que permitió afrontar a la cada vez más poderosa aviación comunista. Los MiG-15 estaban constantemente en acción sobre el estrecho contra los aviones de Taiwán y EE. UU. Los MiG reclamaron destruir o dañar unos 200 aviones entre 1954 y 1958 (P-38, P-47, P-51, F-84, F-86, B-24, B-25s, y otros tipos). En realidad más de la mitad de estos fueron derribados artillería antiaérea sobre el continente. Las misiones de ataque y reconocimiento nacionalistas eran frecuentes aquellos años.
La República Popular comenzó a construir bases en la zona en 1956. Las unidades destinadas a ellas eran en 1958 cinco divisiones completas y cuatro incompletas de cazas MiG-15. Muestra de la importancia de la operación también algunas unidades de los MiG-17 recién entregados, dos regimientos de bombarderos y una parte de la 4.ª división de aero-naval se desplegaron en la zona. Se calcula por lo menos 620 aviones de combate. A partir del 27 de julio, los aviones comenzaron operaciones ofensivas sobre el estrecho de lis MiG-15 y MiG-17, lo que provocó inmediatamente varios choques con los cazas de Taiwán.

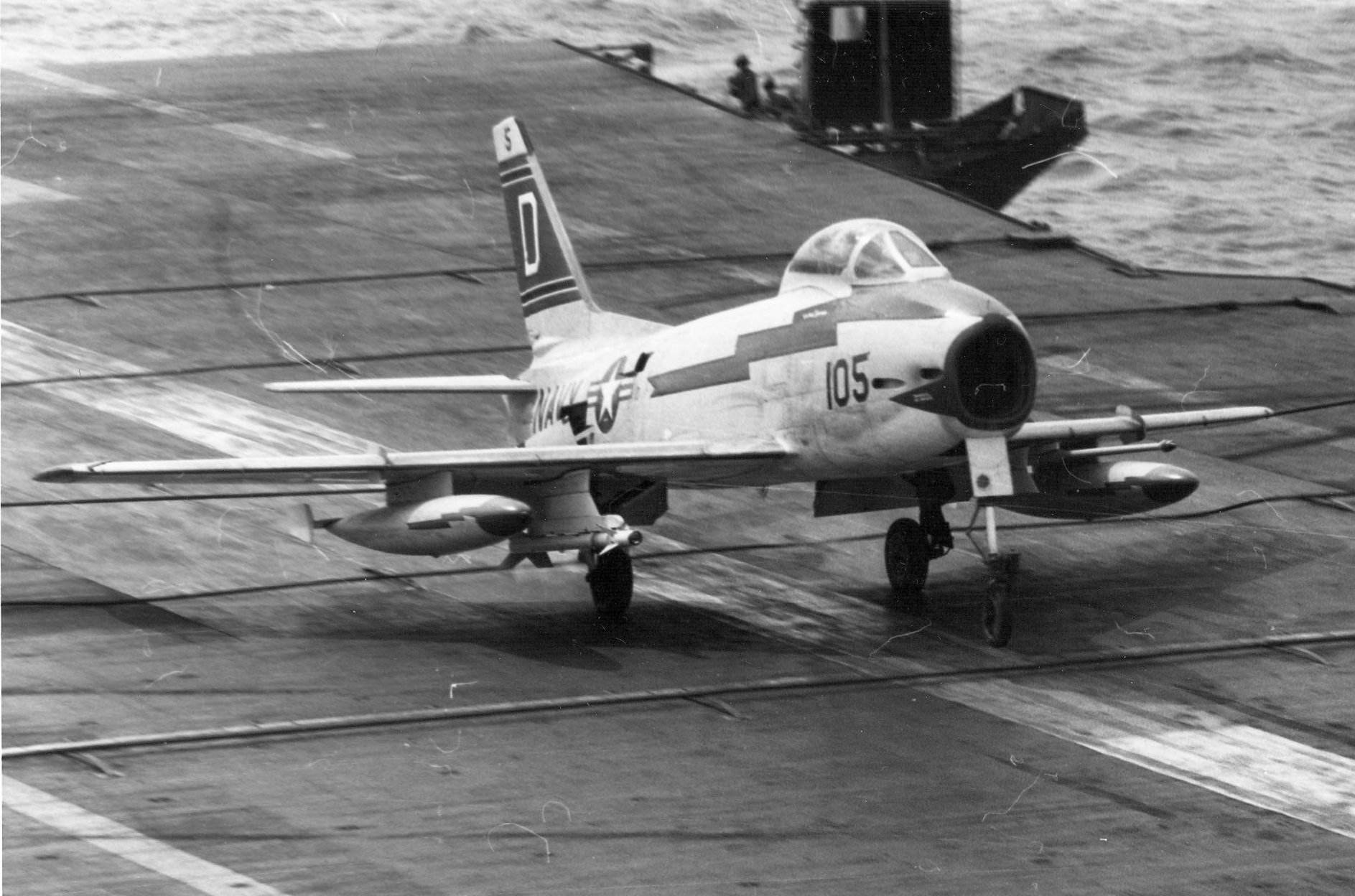
Un North American FJ-3M Fury del escuadrón VF-121 Peacemakers aterriza en 1957 en el USS Lexington (CVA-16). Se puede apreciar el armamento de misiles AIM-9B Sidewinder.

Como para EE. UU. fue una sorpresa la aparición del MiG-17 en manos chinas se aprobó el envío de misiles AIM-9B a Taiwán, cuando apenas había entrado en servicio en EE. UU. El primer uso operacional de los misiles fue por los Grumman F9F-8 Puma y FJ-3 Fury de la Marina a mediados de 1956. El MiG-17 tenía mejor techo de vuelo a gran altitud que el F-86. Así las formaciones de MiG-17 de la República Popular de China se podían situar por encima de los F-86, fuera del alcance de su armamento de ametralladoras cal.50 y sólo combatían cuando las condiciones les eran favorables. Un equipo de los Marines modificó los F-86 para llevar el misil Sidewinder. El 24 de septiembre de 1958 algunos F-86 equipados con Sidewinder se enfrentaron a los MiG-17 que volaban sobre ellos pensando que eran invulnerables a los ataques.
Los aviones de Taiwán comenzaron una serie de ataques contra buques y operaciones de reconocimiento sobre el continente. Estas primeras misiones eran realizadas por aviones F-84G Thunderjet y RF-84F, escoltados por cazas F-86 Sabre. Los F-84 también realizaron algunas patrullas de combate sobre Fujian.
El primer combate sucedió el 29 de julio, cuando cuatro MiG-17 interceptaron tres F-84G sobre Sha Tou y abatieron dos. El 7 de agosto ocho J-5 (versión china del MiG-17) se enfrentaron a ocho F-86 Sabre. A pesar de esto los MiG no alcanzaban a lograr la superioridad aérea sobre Quemoy y Matsu.
La Fuerza Aérea de la República de China continuó sus misiones de reconocimiento sobre el continente, y en agosto se fotografiaron varias escuadrillas de MiG-17. Durante uno de esos vuelos de reconocimiento el 14 de agosto, los F-86 de escolta reclamaron el derribo de un MiG-15. Según los comunistas ese día ocho MiG-17 se enfrentaron a once F-86 y uno de sus pilotos derribó dos F-86 antes de ser derribado. Taiwán negó ninguna perdida.
Cuando la crisis empeoró los cazas de la USAF comenzaron a patrullar sobre Taiwán, dejando a la Fuerza Aérea de la República de China libre para aumentar el número de misiones hasta las 200 salidas por día. Algunas de estas misiones incluyeron hasta 80 cazas, y los choques llegaron a ser inevitables otra vez. Entre el 23 de agosto y el 10 de octubre al menos siete batallas ocurrieron.
Según fuentes chinas el 23 de agosto Taiwán envió 48 F-86F sobre Quemoy, y 8 más sobre el área de Zhanghou. Se respondió con 68 MiG-17 y se vieron varias batallas en el aire.
Lo que solo EE. UU. y Taiwán sabían era que en secreto dos pilotos y cinco técnicos del escuadrón VMF-323 habían llegado a Taiwán para instalar 40 misiles AIM-9 Sidewinder en los aviones F-86 Sabre. Después de dos semanas un total de 20 F-86 modificados para llevar dos misiles cada uno estaban disponibles. Entonces se comenzó a trabajar en tácticas de intercepción, enseñando a los pilotos de Taiwán a luchar contra aviones F-100 de EE. UU. desplegados en Taiwán, en combates aéreos como los que tenían lugar con los MiG-17. Taiwán controlaría los cielos y los americanos consiguen una valiosa información sobre el rendimiento del Sidewinder en combate.
El 24 de septiembre de 1958 lo F-86F equipados con misiles se enfrentaron a los MiG-17 sobre el estrecho. Se cree que unos 30 F-86 se enfrentaron aquel día a cerca de 100 MiG-15 y MiG-17. Los F-86 reclamaron el derribo de 10 aviones. Era el primer uso en combate de misiles aire-aire. Los MiG-17 perdieron la iniciativa y la supremacía aérea pasó a los F-86F de Taiwán. La profesionalidad de los pilotos de Taiwán y la gran altura, que maximizaba el contraste entre las toberas de los MiG y la fría atmósfera, ayudaron al éxito de los misiles.

### Respuesta estadounidense en favor de la Rep. de China
Desde la firma del tratado de 1954 EE. UU. entrenó, asesoró y apoyó materialmente a las fuerzas armadas de Taiwán. La armada recibió buques anfibios, lanchas de desembarco y cañoneras para poder apoyar a Matsu y Quemoy. La fuerza aérea empezó a recibir los 657 aviones prometidos por EE. UU. Solo en 1954 se entregaron 72 F-84G, 25 F-86F, 16 T-33 y 5 RT-33. La ayuda americana aseguró que el entrenamiento y preparación de las tripulaciones taiwanesas fueran mejores que las de sus rivales. En junio de 1958 los nacionalistas contaban con 320 cazas F-86F.
Cuando los vuelos de reconocimiento detectaron los movimientos militares en el continente los militares de EE. UU. interpretaron que dadas las fuertes defensas y terreno mobtañoso no habría asalto anfibio sino campaña de acoso mediante artillería y sin ataques aéreos, dados los problemas con el manejo de los MiG. Se intentaría emplear masivamente la artillería para intimidar y cortar las líneas de aprovisionamiento con Taiwán.
La Administración estadounidense de Eisenhower respondió a la petición de ayuda de la República de China de acuerdo con sus obligaciones en el tratado de defensa mutua que se había ratificado en 1954. El presidente Eisenhower ordenó el refuerzo de la Séptima Flota de EE. UU. en el área, y mandó buques de guerra estadounidenses para ayudar al gobierno nacionalista chino para proteger las líneas de suministro a las islas. En agosto los bombarderos estratégicos B-47 basados en Guam fueron puestos en alerta para realizar ataques nucleares a las bases aéreas de la China continental si fuera necesario. El plan militar de EE. UU. contemplaba estos ataques si los ataques nucleares iniciales contra las concentraciones de tropas fallaran en su objetivo de detener el ataque a Quemoy.

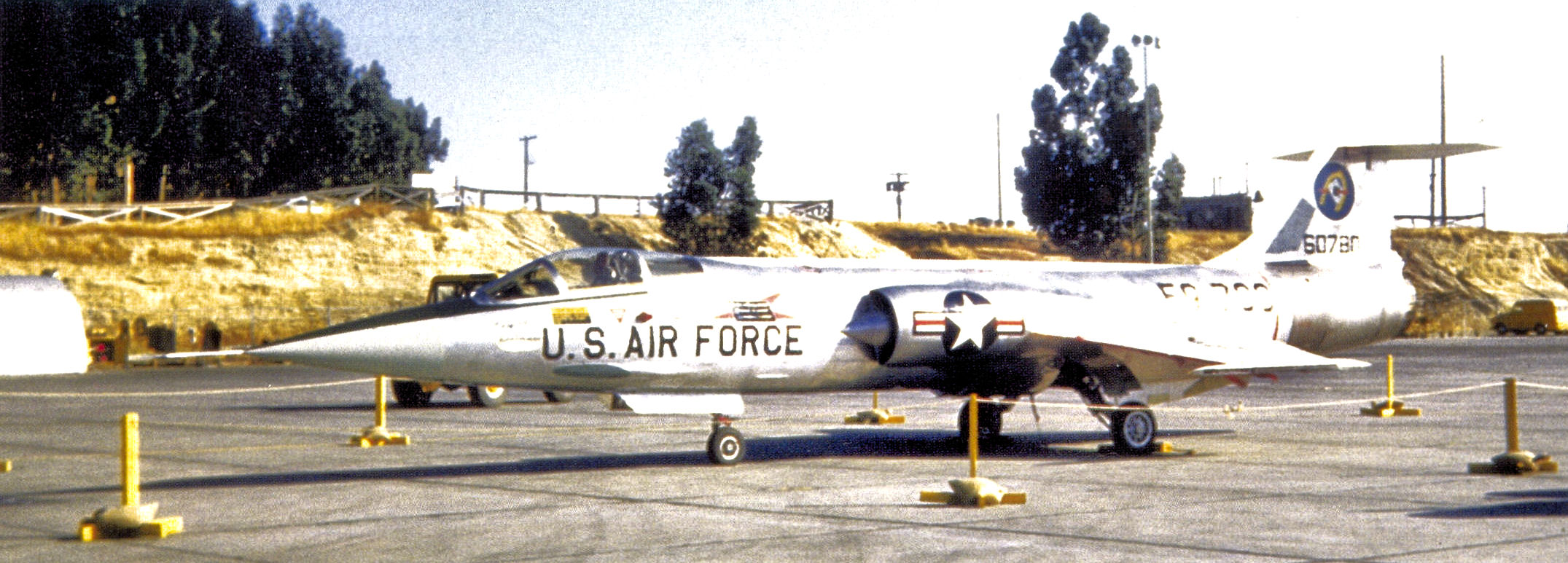
El 83d Fighter Interceptor Squadron (FIS) desplazó sus Lockheed F-104A-15-LO Starfighter desde California a Taiwán durante la crisis. Sus aviones serían vendidos a Taiwán el año siguiente para reforzar las defensas aéreas del país.

Asimismo, en un esfuerzo secreto llamado "Operation Black Magic" (en español: Operación magia negra), la Armada de los EE. UU. modificó algunos de los aviones de combate F-86 Sabre de la Fuerza Aérea de la República de China con sus recién desarrolladas AIM-9 Sidewinder misiles aire-aire. Estos misiles dieron a los pilotos chinos nacionalistas una ventaja decisiva sobre los de fabricación soviética MiG-15 y MiG-17 de combate usados por la Fuerza Aérea de la China comunista en los cielos de las islas de Matsu y el estrecho de Taiwán.
A partir del 29 de agosto EE. UU. ordenó a algunas unidades trasladarse a Taiwán. La primera unidad en llegar fue un escuadrón de F-86D basado en Okinawa to Taiwán. Al día siguiente se ordenó el traslado a al 388th escuadrón, basado en EE. UU. y equipado con cazabombarderos F-100, que se dirigió a Taiwán junto a aviones cisternas KB-50. También un escuadrón de transportes C-130 Hercules basado en Filipinas se trasladó a Taiwán. También la 1st Marine Air Wing basada en Japón aportó aviones. La USAF además destinó aviones McDonnell F-101 Voodoo y RF-101. Los Marines trasladaron a Taiwán los escuadrones del Marine Air Group 11, basado en Japón y equipado con F9F Cougar, FJ-4 Fury y Douglas F4D Skyray. Los marines escoltarían algunos de los vuelos nocturnos de los C-46 sobre Quemoy.

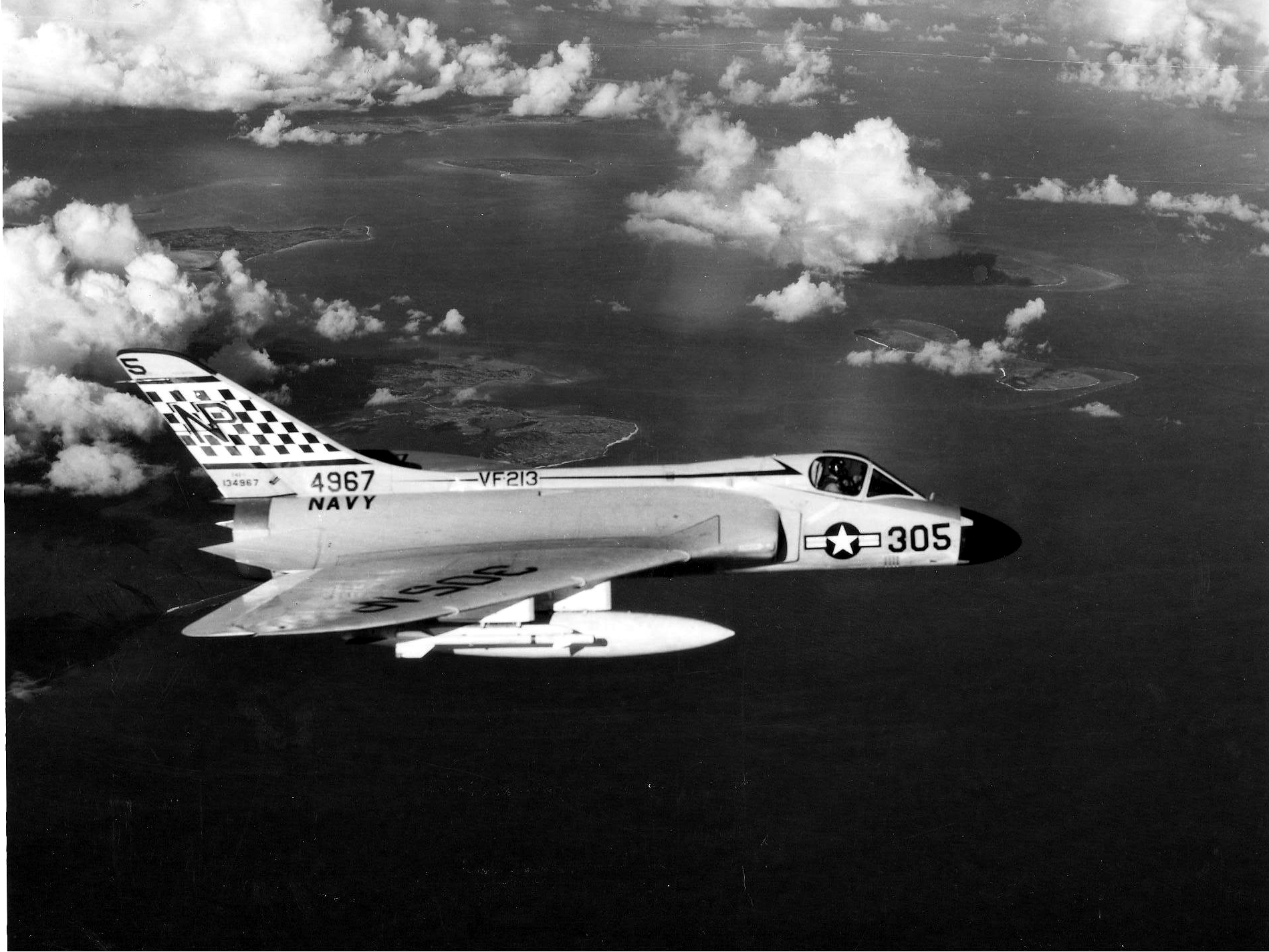
Un F4D-1 Skyray del escuadrón VF-213 armado con AIM-9B Sidewinder patrullando sobre el estrecho. El escuadrón estaba basado en el USS Lexington (CVA-16).

En el marco de la operación Black Magic EE. UU. instaló en Taiwán misiles dotados de ojivas nucleares (que no llegarían a la isla hasta 1960). Taiwán recibió para defenderse cazas F-86 Sabre y F-100, así como 12 obuses de 203 milímetros y varios obuses de 155 milímetros (estos últimos rápidamente se llevaron a Quemoy).
Aunque no vieron combate EE. UU. desplegó su entonces más moderno caza, el F-104 Starfighter en Taiwán como muestra de apoyo y volaron varias misiones de patrulla aérea alrededor de la isla. 
El ejército de EE. UU. creó un batallón provisional de defensa aérea y lo envió a Taiwán en el barco USMTS USS General J. C. Breckinridge. El  2nd Missile Battalion estaba equipado con misiles Nike Hercules (MIM-14).
Al poco tiempo, la URSS envió a su ministro de Relaciones Exteriores, Andrei Gromyko, a la capital china (Pekín) para discutir las acciones del EPL y la Fuerza Aérea de la China comunista, con el asesoramiento de tener precaución a la República Popular de China.
Pronto, la R.P. de China se enfrentó a un punto muerto: los artilleros del EPL se habían quedado sin proyectiles de artillería, lo que unido a la superioridad aérea de los nacionalistas demostrada el 22 de septiembre, llevó al gobierno de la China comunista a una gran disminución de los niveles de bombardeo para el 6 de octubre, lo que realmente acabó significando el fin de la contienda.

### Epílogo
Tras el fiasco del desembarco, la derrota en el aire y el retorno de los buques americanos al estrecho los ataques comunistas remitieron y no volvió a darse un asalto frontal.
Pekín sabía que el coste de ocupar Kinmen y Matsuu sería elevadísimo y que además aún habría de cubrir 130 km de mar hasta llegar a Taiwán, dónde estaba el grueso del ejército nacionalista y varias instalaciones militares de EE. UU. Esto sin contar los barcos de la VII Flota. China fue consciente de que aún no estaba preparada en el escenario naval como para poder soñar siquiera con una aventura semejante.
Debido a esa nula preparación Taiwán había podido mantener durante años el bloqueo de los puertos del continente, causando un notable daño ya que las infraestructuras viales y férreas del continente eran mínimas. Tradicionalmente la red de transporte doméstica china se basaba en las rutas fluviales y 
marítimas. Ese embargo fue una de las causas del conflicto, pero ante la presión de Gran Bretaña ya estaba en declive. El comercio con Hong Kong y otros países era cada año mayor. El rearme de la República Popular estaba ya cambiando el equilibrio de fuerzas, dejando de ser Taiwán una amenaza.